# Phorbia masculans
Phorbia masculans är en tvåvingeart som först beskrevs av Huckett 1948.  Phorbia masculans ingår i släktet Phorbia och familjen blomsterflugor.
Artens utbredningsområde är New Mexico. Inga underarter finns listade i Catalogue of Life.